# Heartbeat (Scouting for Girls)
Heartbeat is een nummer van de Britse poprockband Scouting for Girls uit 2008. Het is de vierder single van hun titelloze debuutalbum.
"Heartbeat" gaat over een jongen die verliefd wordt op een meisje, maar dat niet tegen haar durft te zeggen. Oorspronkelijk zou het nummer een B-kant worden, maar later werd toch besloten het op single uit te brengen. Het nummer werd een hit op de Britse eilanden en bereikte de 10 positie in het Verenigd Koninkrijk. In het Nederlandse taalgebied deed de plaat niets in de hitlijsten.

## Tracklijst
- Cd-single

1. "Heartbeat" - 2:55
2. "A Level Pain" - 3:07